# Chapare
Chapare (formelt Provincia del Chapare, udtalt Cha-pa-reh), er en landlig provins i den nordlige del af departementet Cochabamba i det centrale Bolivia. Størstedelen af området er beliggende i dale med regnskov omgivet af floden Chapere, en biflod til Amazonas.
Provinsens administrative centrum er byen Sacaba, 11 km øst for Cochabamba. Provinsens største by er Villa Tunari, et populært turistmål.
I de seneste 20-30 år er provinsen blevet hjemsted for illegal dyrkning coca-planten, der vendes som råvare for fremstilling af kokain. Bolivias narkotikalovgivning tillod indtil for nylig alene dyrkning af coca i regionen Yungas, på trods af, at Chaparel på grund af områdets frugtbarhed oprindeligt havde en lang tradition for Coca-dyrkning til traditionelle formål. Af denne grund har Chapare været et af de primære mål for den amerikansk ledede bevægelse for udryddelse af coca-planten og et stop for dyrkningen, hvilket har ført til hyppige og voldsomme meningsudvekslinger mellem de amerikanske myndigheder (Drug Enforcement Administration) og de bolivianske coca-bønder (cocaleros). Bolivias narkotikalovgivning er senere blevet ændret som følge af en politisk aftale mellem den daværende præsident Carlos Mesa og daværende coca-aktivist, og senere præsident, Evo Morales, der var coca-bonde i Chapare provinsen. Aftalen tillader en begrænset coca-produktion i området.

## Administrativ inddeling
Chapare provinsen er inddelt i tre kommuner (municipales), der igen er inddelt i kantoner.
| Sektion | Kommune                  | Adm. centrum |
| ------- | ------------------------ | ------------ |
| 1.      | Sacaba Municipales       | Sacaba       |
| 2.      | Colomi Municipales       | Colomi       |
| 3.      | Villa Tunari Municipales | Villa Tunari |

## Turistattraktioner
- Carrasco National Park
- Inkachaka
- Isiboro Secure nationalpark
- Tunari National Park

## Eksterne links
- Provincia Chapare på Bolivia-online.net Arkiveret 7. januar 2015 hos  Wayback Machine

16°50′S 66°10′V / 16.833°S 66.167°V
|  | Infoboks uden skabelon Denne artikel har en infoboks dannet af en tabel eller tilsvarende. |